# درجة الجودة الغذائية

علامة النتيجة الغذائية لمنتج "A".

علامة نوتري ، التي تُعرف أيضًا باسم علامة 5 ألوان للتغذية أو 5-CNL ، هي علامة تغذية تم اختيارها من قبل الحكومة الفرنسية في مارس 2017 ليتم عرضها على المنتجات الغذائية بعد مقارنتها بالعديد من العلامات التي اقترحتها الصناعة أو تجار التجزئة.    يعتمد ذلك على حساب نظام تحديد خصائص المواد الغذائية المشتق من نظام تصنيف المواد الغذائية التابع لوكالة المملكة المتحدة للمواصفات الغذائية (درجة FSA). كما أوصت به السلطات البلجيكية والإسبانية والألمانية والهولندية     وكذلك المفوضية الأوروبية  ومنظمة الصحة العالمية . تم إنشاؤه بواسطة Santé Publique France ،  وكالة الصحة العامة الفرنسية، بناءً على عمل سيرج هيركبرغ من جامعة باريس 13 نورد.
عند مقارنتها بالملصقات الأمامية الأخرى، برزت نوتري سكور باعتبارها الأكثر فعالية في نقل المعلومات عن الجودة الغذائية للأطعمة. 

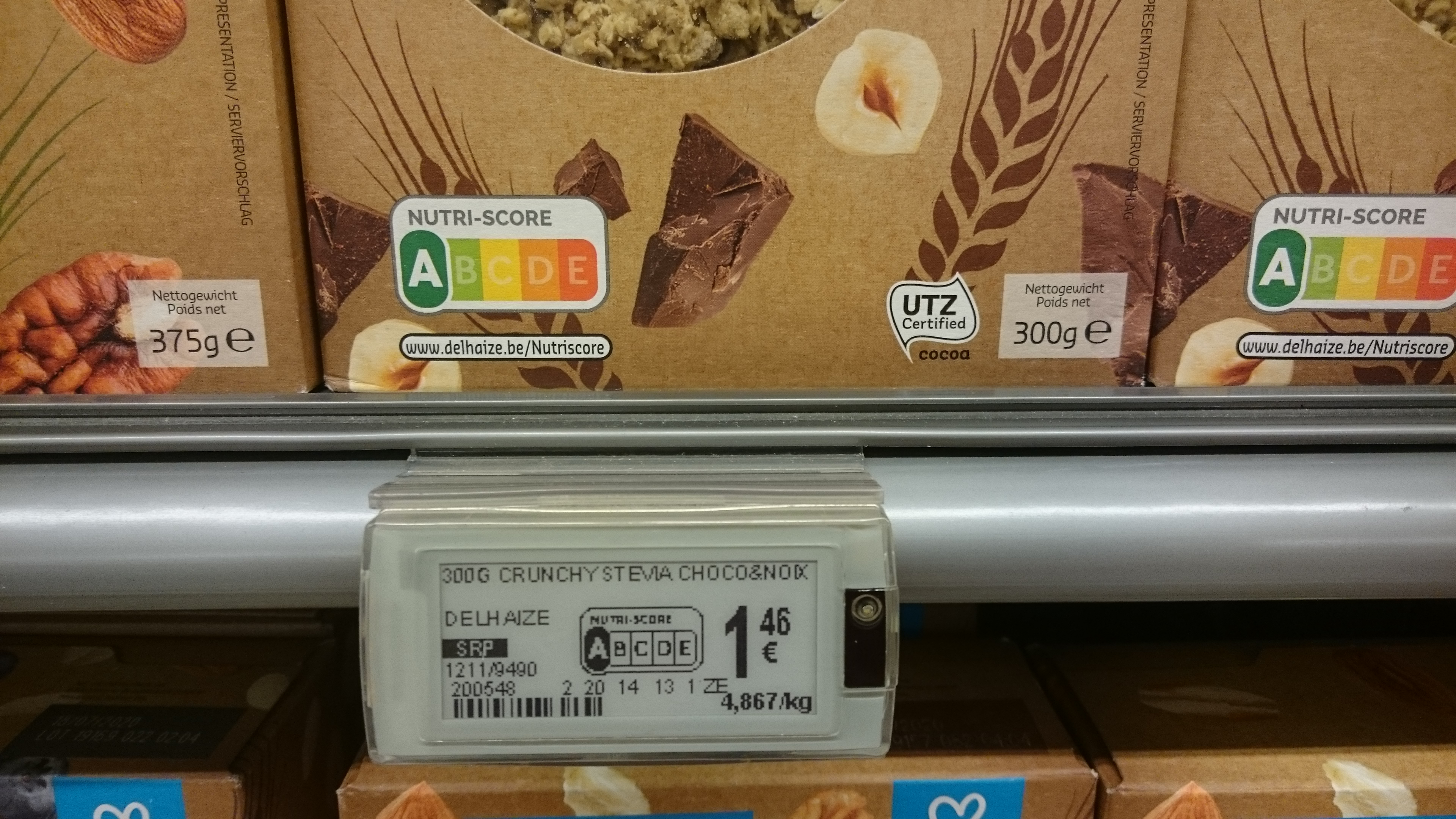
Delhaize سعر muesli مقدد و Nutri النتيجة

## الحسابات
يتم إعطاء درجة الجودة الغذائية لعنصر معين من المواد الغذائية في واحد من خمسة أحرف تصنيف، مع أن "A" هي النتيجة الأفضل و "E" على أنها علامة أسوء. يتضمن حساب النتيجة سبع مقاييس مختلفة فقط من معلومات المغذيات لكل 100 غرام من الأغذية التي تتوفر عادة على عبوات الطعام. المحتوى العالي من الفواكه والخضروات والألياف والبروتين يميزه المنتج بدرجة مميزة، بينما المحتوى العالي من الطاقة والسكر والأحماض الدهنية المشبعة والصوديوم يعزز درجة ضارة. 

## اعتماد نظام Nutri-score
لا تسمح قوانين الاتحاد الأوروبي للبلدان بفرض نظامها الخاص بتوسيم الأغذية من جانب واحد، وبالتالي لا يمكنها تقديم توصيات.
وقد أوصى رسميا بنظام Nutri-score من قبل السلطات الصحية في فرنسا وألمانيا وبلجيكا وهولندا وإسبانيا.
في البرتغال وسويسرا وسلوفينيا والنمسا ، أعلنت بعض شركات الأغذية مثل نستله أو أوشان أو دانون أنها ستستخدم Nutri-score على الرغم من أن هذا لم يوص به رسميًا من قبل السلطات.

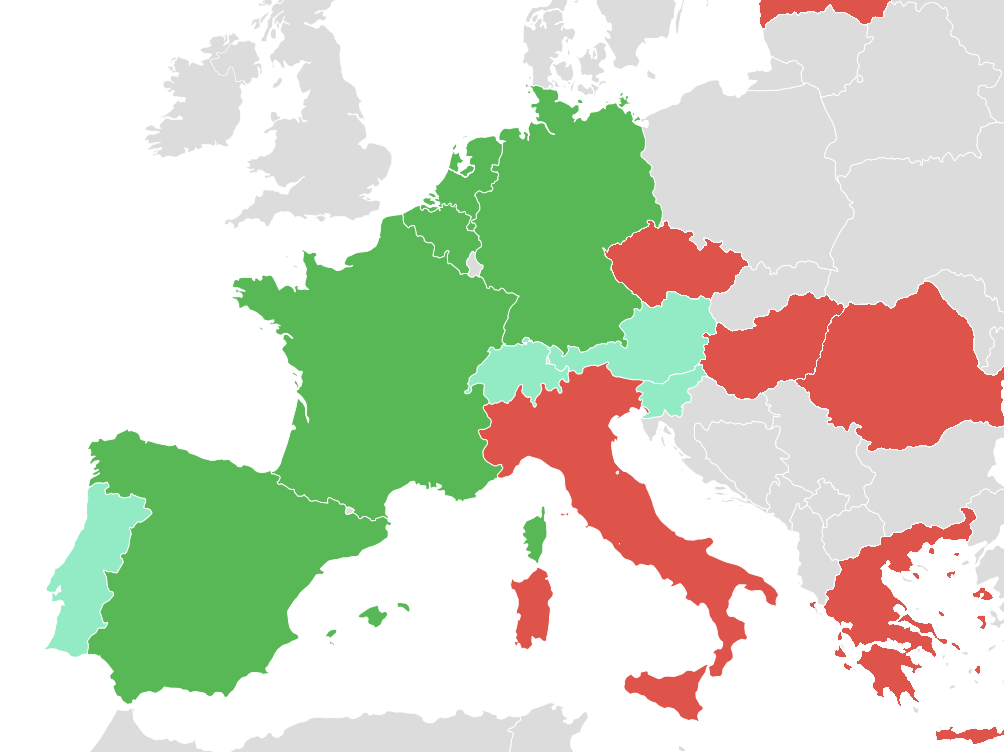
اعتماد نقاط نوتري في أوروبا (ديسمبر 2019) ، في البلدان ذات اللون الأخضر ، أوصت السلطات الصحية باستخدام نقاط نوتري ، في البلدان ذات اللون الأخضر الفاتح ، تستخدم بعض شركات الأغذية درجة نوتري ، في البلدان ذات اللون الأحمر ، تعارض السلطات استخدام Nutri-Score